# Independente Futebol Clube (Mogi Guaçu)
O Independente Futebol Clube, é um clube de futebol brasileiro da cidade de Mogi Guaçu, no estado de São Paulo. Fundado em 2 de maio de 2016, suas cores são preto e branco. No ano de 2016 o clube participou da Taça Paulista, marcando sua estreia em competições profissionais.
Em 2016 teve inúmeras polêmicas e denúncias de irregularidades nos contratos e más condições dos alojamentos de seus jogadores, depois tudo foi resolvido, em 2019 foi campeão da São Paulo Cup de Futebol.